# Amélie Kretz
Amélie Kretz (19 de maio de 1993) é uma triatleta profissional canadense.

## Carreira

### Rio 2016
Amélie Kretz disputou os Jogos do Rio 2016, terminando em 34º lugar com o tempo de 2:02:48. 